# Lambton (ancienne circonscription fédérale)
Pour les articles homonymes, voir Lambton (homonymie).
Lambton fut une circonscription électorale fédérale de l'Ontario, représentée de 1867 à 1882.
C'est l'Acte de l'Amérique du Nord britannique de 1867 qui créa le district électoral de Lambton. Abolie en 1882, elle fut redistribuée parmi Lambton-Est et Lambton-Ouest.

## Géographie
En 1867, la circonscription de Lambton comprenait:
- Les cantons de Bosanquet, Warwick, Plympton, Sarnia, Moore, Enniskillen et Brooke
- La ville de Sarnia

## Député
1. 1867-1882 — Alexander Mackenzie, PLC

- PLC = Parti libéral du Canada